# 东明县
东明县位于中国山东省西南部，是菏泽市下辖的一个县。县人民政府驻城关街道。
秦时，嬴政东游至户牖，“霾雾四塞，不能进”，故名其地为东昏；始建国元年（9年），改置东明；民国十七年（1928年），属河北省；民国三十四年（1945年）8月，恢复东明县建制；2000年6月，东明县属菏泽市。

## 地理
黄河从其境内西面和北面穿过。东部与曹县及菏泽市区（牡丹区）接壤，南、西和北面与河南省的兰考县、长垣县和濮阳县相邻。

## 历史
戰國時魏國有煮棗縣，楚汉战争中樊哙曾在煮枣屠城。汉高祖駕崩，呂太后封都尉革朱（一作「棘朱」）為煮棗侯。汉武帝建元元年（前140年）建东昏县，属陈留郡；新王莽始建国元年（9年）改为东明县，故城在今兰考县城北10公里；东汉建武元年（25年），又改东明县为东昏县，属兖州陈留郡。北宋改东昏镇为东明镇；乾德元年（963年）复置东明县，属京畿路开封府。金朝兴定二年（1218年），东明县改辖冤句故地，县城在今东明集，原东明县城废为通安堡。明朝洪武元年（1368年），东明县城为避水患，从今东明集迁云台集（即今沙窝西堡城村）建县城，洪武十年（1377年）省入开州及长垣县，县废。弘治三年（1490年）九月置县于大单集（今县城）。
明清两代属大名府。中华民国初年，全国废府，东明县历属冀南道、大名道，后直属河北省。1947年，中華民國內政部编撰的《中華民國行政區域簡表》中，县域面积约为1104.48平方公里，人口216419人:116。1949年8月20日，中共平原省委、平原省人民政府在新乡成立，东明县归属平原省菏泽专区。
1952年11月30日，撤销平原省，东明县归属河南省郑州专区。1955年10月，东明县改属河南省开封专区管辖。1963年4月，东明县由河南省开封专区改属山东省菏泽专区。

## 人口
根据全国第七次人口普查数据显示，截至2020年11月1日零时，常住人口760956人。

## 行政区划
东明县下辖2个街道办事处、10个镇、2个乡：
城关街道、渔沃街道、东明集镇、刘楼镇、陆圈镇、马头镇、三春集镇、大屯镇、武胜桥镇、菜园集镇、小井镇、沙窝镇、长兴集乡和焦园乡。

## 交通
- 铁路：日照─兖州─新乡线
- 公路： 106国道、日照─东明高速公路

## 古迹
- 窦堌堆古文化遗址：位于县城东南20公里杨楼村北767米处；遗址为一长方形丘陵，中部隆起，高出地面25米；为县级重点文物保护单位。

## 名人
- Category:东明人